# ديفيد بيل (أكاديمي)
ديفيد بيل (بالإنجليزية: David Bell)‏ هو أكاديمي بريطاني، ولد في 1959.